# Lagerstroemia glabra
Lagerstroemia glabra är en fackelblomsväxt som beskrevs 1907 av Emil Bernhard Koehne. Arten ingår i släktet Lagerstroemia och familjen Lythraceae. Inga underarter finns listade i Catalogue of Life. Den förekommer ursprungligen i Kina, i provinserna Hubei, Guangxi och Guangdong. Arten är ett träd som främst växer i subtropiska områden.